# Csináld magad szuper pasi
A Csináld magad szuper pasi (eredeti cím: How to Build a Better Boy) 2014-ben bemutatott amerikai filmvígjáték amelyet Paul Hoen rendezett. A főbb szerepekben China Anne McClain, Kelli Berglund, Marshall Williams, Matt Shivley és Ashley Argota látható.
Az Amerikai Egyesült Államokban 2014. augusztus 15-én mutatták be a Disney Channelen. Magyarországi premierje pedig 2014. október 11-én volt a Disney Channel-en.

## Szereplők
| Szereplő          | Színész            | Magyar hang     |
| ----------------- | ------------------ | --------------- |
| Gabby Harrison    | China Anne McClain | Lamboni Anna    |
| Mae Hartley       | Kelli Berglund     | Laudon Andrea   |
| Albert Banks      | Marshall Williams  | Czető Roland    |
| Bart Hartley      | Matt Shivley       | Hamvas Dániel   |
| Nevaeh Barnes     | Ashley Argota      | Czető Zsanett   |
| Jaden Stark       | Noah Centineo      | Juhász Levente  |
| Dr. James Hartley | Roger Bart         | Kerekes József  |
| Mcfee tábornok    | Ron Lea            | Kapácsy Miklós  |
| Jencks őrnagy     | Ieva Lucs          | Makay Andrea    |
| Marnie            | Sasha Clements     | Gáspár Kata     |
| Ella              | Christina Fox      | Pekár Adrienn   |
| Zephyr            | Paulino Nunes      | Dányi Krisztián |
| Weevil            | Matthew G. Taylor  | Vári Attila     |
| Mrs. Shapiro      | Beatriz Yuste      | Tóth Szilvia    |
| Alicia            | N/A                | Bartsch Kata    |
| Voss              | N/A                | Bognár Tamás    |
| Ethan             | N/A                | Czető Ádám      |
| Fragner           | N/A                | Gardi Tamás     |
| Kyle              | N/A                | Joó Gábor       |
| Vincent           | N/A                | Vida Péter      |

## Dalok
| # | Énekes/ek                            | Dal neve                                             |
| - | ------------------------------------ | ---------------------------------------------------- |
| 1 | Sabrina Carpenter                    | Stand Out                                            |
| 2 | Kelli Berglund és Marshall Williams  | Love You Like a Love Song (Selena Gomez & the Scene) |
| 3 | Mo'Ceddah és Cristina Renae          | Higher                                               |
| 4 | Kelli Berglund és China Anne McClain | Someting Real                                        |

## Premierek
| Ország                    | Dátum                | Csatorna                            |
| ------------------------- | -------------------- | ----------------------------------- |
| Amerikai Egyesült Államok | 2014. augusztus 15.  | Disney Channel USA                  |
| Kanada                    | 2014. augusztus 15.  | Family Channel                      |
| Hollandia                 | 2014. szeptember 6.  | Disney Channel Hollandia és Frandia |
| Belgium                   | 2014. szeptember 6.  | Disney Channel Hollandia és Frandia |
| Egyesült Királyság        | 2014. szeptember 19. | Disney Channel UK és Írország       |
| Írország                  | 2014. szeptember 19. | Disney Channel UK és Írország       |
| Brazília                  | 2014. október 1.     | Disney Channel Latin-Amerika        |
| Magyarország              | 2014. október 11.    | Disney Channel                      |